# هووان سیمونیان
هووان سیمونیان (انگلیسی: Hovann Simonian) یک پژوهشگر ارمنی‌تبار اهل سوئیس در زمینه تاریخ ارمنستان است. سیمونیان در یک خانواده ارمنی در بیروت به دنیا آمد. در سال ۱۹۷۵ با شروع جنگ داخلی لبنان به همراه خانواده به سوئیس نقل مکان نمود. وی در دانشگاه کالیفرنیای جنوبی تدریس می‌کند.

## تالیفات
- The Hemshin: History, Society and Identity in the Highlands of Northeast Turkey
- Troubled Waters : the Geopolitics of the Caspian Region